# Jakub Bartosz
Jakub Bartosz (Myślenice, 13 agosto 1996) è un calciatore polacco, difensore dell'Odra Opole.

## Caratteristiche tecniche
È un terzino destro.

## Carriera

### Club
Cresciuto nel settore giovanile del Wisła Cracovia, ha esordito in prima squadra il 12 aprile 2014 in occasione dell'incontro di Ekstraklasa perso 1-0 contro il Podbeskidzie.

### Nazionale
Il 1º settembre 2017 ha esordito con la nazionale Under-21 polacca disputando il match di qualificazione per gli Europei del 2019 vinto 3-0 contro la Georgia.